# Polímers electroactius
-

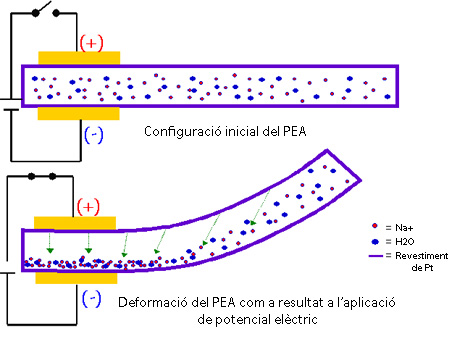
Deformació PEA quan és sotmès a una càrrega elèctrica

Els polímers electroactius, PEA (Per La seva sigla en espanyol) o EAP (sigla en anglès), són polímers que presenten alguna reacció (normalment un canvi de forma o mida) en ser estimulats per un camp elèctric. Una de les propietats característiques més típiques dels PEA és la gran deformació que pateixen en ser sotmesos a grans forces.
Històricament la majoria dels actuadors eren de ceràmiques piezoelèctriques, que tot i ser capaços de suportar grans forces, només es deformen una fracció moderada de percentatge. A la fi dels anys 1990 es va demostrar que els PEA podien presentar fins a un 380% de deformació, substancialment més que els actuadors de ceràmiques piezoelèctriques.

## Aplicacions
Els polímers electroactius són materials que poden ser fàcilment fabricats en diverses formes a causa de la facilitat en el processament d'aquests materials polimèrics, la propietat els fa materials molt versàtils. Una aplicació potencial dels EAP és que potencialment es poden integrar en sistemes microelectromecànics per produir actuadors intel·ligents.

### Músculs artificials
Com a direcció d'investigació pràctica més prospectiva, els PEA s'han utilitzat en els músculs artificials. La seva capacitat per emular el funcionament dels músculs biològics amb una alta resistència a la fractura, suportar l'actuació de grans deformacions i esmorteir les vibracions inherents, és el que crida l'atenció dels científics en aquest camp. També s'han utilitzat per a diversos actuadors com els músculs facials i els músculs del braç en robots humanoides.

### Plataformes tàctils
En els últims anys, s'investiga sobre polímers electro-actius en la temàtica del braille per permetre que els discapacitats visuals treguin el major profit de la web i altres aplicacions. Això els ajudarà en la lectura ràpida i la comunicació assistida per ordinador. Aquest concepte es basa en l'ús d'un actuador PEA configurat en una forma de matriu. Les files d'elèctrodes sobre un costat d'una pel·lícula de PEA i columnes en l'altre activen els elements individuals de la matriu. Cada element està muntat amb un punt Braille i es baixa mitjançant l'aplicació d'un voltatge a través del gruix de l'element seleccionat, causant la reducció del gruix local. Sota control per ordinador, els punts s'activen per crear patrons tàctils d'alts i baixos que representen la informació per a ser llegits.

### Bombes per a microfluids
Les bombes petites també es poden realitzar mitjançant l'aplicació de materials PEA. Aquestes bombes es podrien utilitzar per a l'administració de fàrmacs, dispositius de microfluids, per controlar el flux actiu, i una multitud d'aplicacions de consum. La configuració més probable per a una bomba sobre la base d'actuadors seria un dispositiu de doble diafragma. Els avantatges que una bomba ionomèrica podria oferir seria el funcionament a baixa tensió, extremadament baixa signatura de soroll, alta eficiència del sistema i un control molt precís de la velocitat de flux.

### Òptica
Una altra tecnologia que es pot beneficiar de les propietats úniques dels actuadors de PEA són les membranes òptiques. Degut al seu baix mòdul i la impedància mecànica dels actuadors que estan ben adaptats als materials de membrana òptics comuns. A més, un sol accionador de PEA és capaç de generar desplaçaments que van des de micròmetres fins centímetres. Per aquesta raó, aquests materials poden ser utilitzats per a la correcció de forma estàtica i la supressió de fluctuació de fase. Aquests actuadors també podrien ser usats per corregir les aberracions òptiques que causa de la interferència atmosfèrica.
Atès que aquests materials presenten un excel·lent caràcter electroactiu i mostren molt potencial en el camp de la investigació, farà que es converteixin en un tema d'estudi més atractiu en un futur proper.